# Жертва (Oxxxymiron diss)
«Жертва (Oxxxymiron diss)» — дисс российского хип-хоп-исполнителя Славы КПСС на Oxxxymiron, выпущенный в качестве сингла и видеоклипа 9 ноября 2021 года на лейбле DNK Music. Продюсером выступил Elpresboy.

## Предыстория
После возвращения Oxxxymiron с синглом «Кто убил Марка?» Слава КПСС провёл прямую трансляцию, где нужно было собрать 100 тысяч рублей для того, чтобы вышел сам трек.

## Описание
Трек длится 3 минуты 36 секунд, а видеоклип — 3 минуты 42 секунды. В начале трека проигрываются слова Oxxxymiron с интервью для VladTV, где он на английском языке упоминает, что проиграл в баттле Славе КПСС со счётом 5:0 и отмечает, что этот проигрыш только подготовил его к рэп-баттлу против Дизастера.
Далее рэпер упоминает Ресторатора, где отмечает, что отрицательно к нему относится. Клип на песню «Кто убил Марка?» Гнойный называет «душным стриптизом» и отмечает, что видит в поступке Мирона «подлость» и «малодушие». И указывает на то, что возвращение Мирона связано с боем Schokk и Ромы Жигана. Слава КПСС вставил строчки из трека «Что такое биф?» где Oxxxymiron читает «твоя мать пропускает всех, как дверной косяк» по мнению Гнойного это противоречит заявлению Мирона, где он говорит, что только Schokk публично задевал родных. Также Гнойный упоминает в диссе отношения Oxxxymiron и Веры Маркович, упоминая Тесака и обвиняя Мирона в том, что он «ебал малолеток». Сама Вера писала, что «не пыталась обвинить его в каком-либо насилии», а рэпер извинился за свой поступок.
В конце трека звучит фрагмент песни «Охлади мой пыл».

## Реакция
Слушатели восприняли релиз неоднозначно. Некоторые посчитали его метким и интересным высказыванием, другие заподозрили музыканта в желании привлечь к себе внимание за счёт Оксимирона. По другой версии, Слава КПСС просто не мог обойти стороной такое громкое событие, как возвращение его давнего оппонента.

### Чарты
| Чарты (2021)           | Высшая позиция |
| ---------------------- | -------------- |
| Россия (YouTube Music) | 5              |
| Мир (Genius)           | 4              |

## Список композиций
| №                   | Название                   | Музыка              | Длительность |
| ------------------- | -------------------------- | ------------------- | ------------ |
| 1.                  | «Жертва (Oxxxymiron diss)» | Elpresboy           | 3:36         |
| Общая длительность: | Общая длительность:        | Общая длительность: | 3:36         |